# Rue Tour-en-Bêche
La rue Tour-en-Bêche est une rue de la ville belge de Liège faisant partie du quartier administratif d'Outremeuse.

## Odonymie

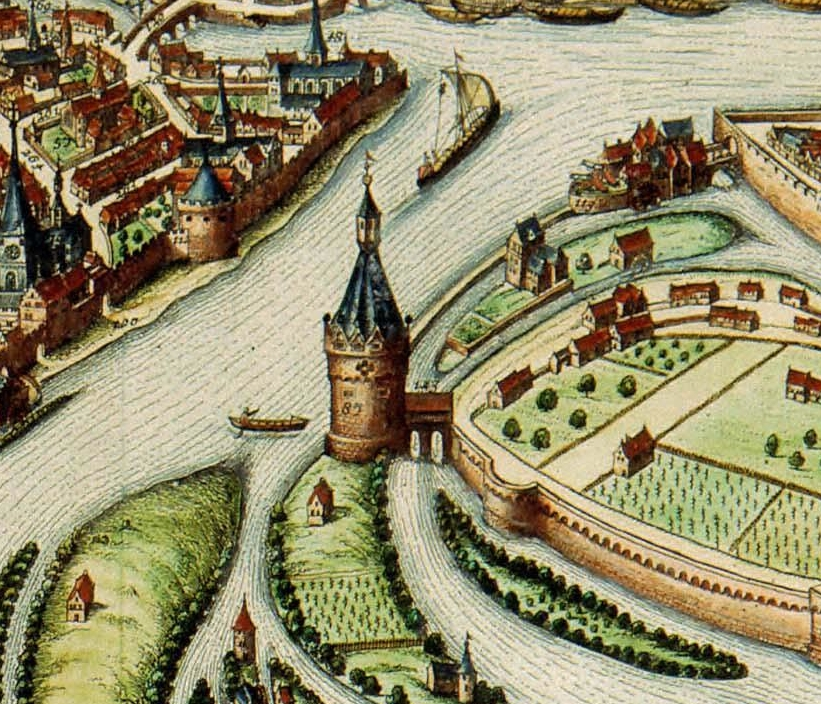
La tour en Bêche en 1649 (au centre)

Avant l'assèchement de plusieurs bras secondaires de la Meuse au cours du XIXe siècle, l'actuelle île d'Outremeuse était composée de plusieurs îles ou îlots. L'île située la plus au sud était nommée Terre en Bêche. Bêche vient du wallon bètche qui signifie bec. Il existe aussi une rue Grande-Bêche et une rue Petite-Bêche.
C'est au niveau de l'actuel quai Churchill que se dressait pendant des siècles l'imposante tour en Bêche. Elle se trouvait à un endroit stratégique, placée au croisement de plusieurs anciens bras de la Meuse et à sa confluence originelle avec l'Ourthe. Cette tour ronde qui a été vraisemblablement édifiée avant le XVe siècle (peut-être au XIIIe siècle) fut détruite au cours du XIXe siècle. Elle était équipée d'une chaîne métallique qui la reliait à la tour des Croisiers située sur la rive opposée de la Meuse. Cette chaîne tendue empêchait l'accès fluvial à la ville des bateaux par l'amont en temps de guerre.
La rue Tour-en-Bêche, voisine du quai, a pris le nom de cet édifice. Les travaux de rectification des cours d'eau liégeois pendant le XIXe siècle ont complètement modifié le paysage aux alentours. 

## Situation et description
Cette courte artère plate, rectiligne et pavée d'une longueur d'environ 68 m relie la rive droite de la Meuse à la rive gauche de la Dérivation- les deux cours d'eau sont à ce niveau très proches- et applique un sens unique de circulation automobile depuis le quai de la Boverie vers le quai Churchill. La rue est parallèle à la rue Grétry.

## Architecture
L'immeuble situé au no 1 a été érigé dans le style néo-classique en 1910 par l'architecte G. Faniel. La façade de trois niveaux (deux étages) et de deux travées possède un imposant oriel à base rectangulaire reposant sur deux consoles ornées de têtes de mouton sculptées. La partie supérieure de la travée de gauche est agrémentée de deux bas-reliefs rectangulaires représentant chacun un jeune homme de profil.
L'immeuble sis au no 3 est daté de 1880. Ceux situés aux nos 7 et 9 sont des maisons presque jumelles. Les façades de ces trois immeubles sont bâties en brique rythmée de bandeaux en pierre calcaire. Une impasse grillagée mène à la maison située au no 5.

## Voies adjacentes
- Quai Churchill
- Quai de la Boverie